# 瓏驤
瓏驤（法語：Longchamp，發音：[lɔ̃ʃɑ̃] ⓘ）是法國的一個奢侈品牌，1948年由讓·卡塞格蘭（Jean Cassegrain）創立於巴黎。
該公司最初生產的帶有皮套的煙斗，後來開始生產皮質錢包等，1971年開始生產女包，包括“Le Pliage”系列尼龍包。